# Parisien malgré lui

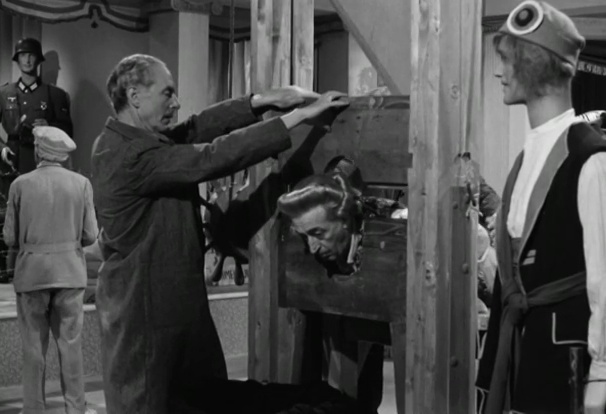
Film Toto à Paris

Parisien malgré lui (titre italien : Totò a Parigi) est un film italien réalisé par Camillo Mastrocinque et sorti en 1958.